# Río de Losa
Río de Losa es una entidad de población española del municipio de Valle de Losa, perteneciente a la provincia de Burgos, en la comunidad autónoma de Castilla y León.

## Historia
Hacia mediados del siglo XIX, el lugar, por entonces perteneciente al municipio de Junta de Río de Losa, del que era capital, tenía contabilizada una población de 44 habitantes. Aparece descrito en el decimotercer volumen del Diccionario geográfico-estadístico-histórico de España y sus posesiones de Ultramar de Pascual Madoz con las siguientes palabras:

RIO DE LOSA: l. y cap. del ayunt. denominado de la Junta de Rio de Losa, compuesto de los pueblos de Villaluenga, San Llorente, San Pantaleon y Quintanilla la Ojada, en la prov., dióc., aud. terr. y c. g. de Búrgos (17 leg.), part. jud. de Villarcayo (5). sit. en un valle y en la ribera del r. Gerca ó Gerta; su clima, aunque frio, es sano, y reinan principalmente los vientos N. y O. Tiene 24 casas; una escuela de primera enseñanza concurrida por 30 niños, que satisfacen la retribucion de 500 rs.; una fuente dentro del pueblo, de cuyas aguas se surten los vec. para beber y demas usos; una igl. parr. (Sta. Maria) servida por un cura párroco y un sacristan, cuyo curato lo provee el ordinario en hijos patrimoniales; un cementerio y una ermita bajo la advocacion de San Roque en el térm. y no lejos de la pobl. Confina: N. Villaluenga; E. Valderejo y Robredo; S. San Pantaleon, y O. Perex y dicho Robredo: comprende los desp. de los barrio sde San Vicente, las Herranes de Ciella y la Magdalena, de los cuales existen todavia vestigios de edificios y templos. El terreno es secano y de mediana calidad; hay varias canteras de piedra calcárea y un monte conocido con el nombre de Sierra de Leron, porlbado de robles y algunas encinas, que pertenece en comun al pueblo que nos ocupa y á los de San Pantaleon, Quintanilla la Ojada y Valderejo. Cruza por el térm. el citado r., que nace en el valle de Relloso y á las inmediaciones de la Peña de Angulo, el cual despues de bañar diferentes pueblos, se introduce en el Ebro en jurisd. de Palazuelos. caminos: el que dirige de Madrid á Bilbao, y la correspondencia se recibe de la cap. del part. prod.: trigo, cebada, avena, ricas, yeros y legumbres; cria ganado lanar, vacuno, yeguar, cabrío y de cerda; caza de perdices, liebres, codornices, sordas y lobos, y pesca de barbos y truchas asalmonadas. ind.: la agrícola. pobl.: 12 vec., 44 alm. cap. prod.: 281,200 rs. imp.: 28,415.
(Madoz, 1849, p. 480)

En la actualidad, pertenece al municipio de Valle de Losa. En 2023, la entidad singular de población de Quintanilla la Ojada tenía empadronados 17 habitantes, todos ellos en el núcleo de población de ese nombre.